# Sadiq al-Ahmar

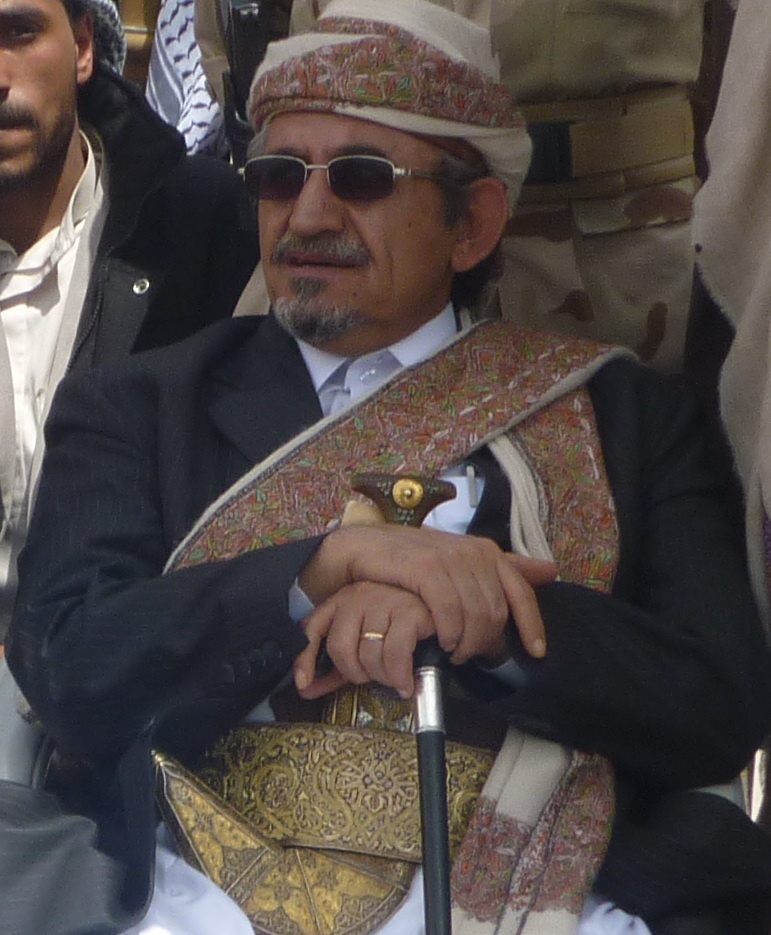
Scheich Sadiq al-Ahmar

Sadiq al-Ahmar (arabisch صادق الأحمر, DMG Ṣādiq al-Aḥmar; geb. 6. Oktober 1956; gest. 6. Januar 2023 in Amman) war ein jemenitischer Politiker und Milizführer. Er war seit dem Tod seines Vaters, des damaligen Gründer und Anführers Abdallah ibn Husain al-Ahmar, im Dezember 2007 Anführer der Haschid-Stammeskonföderation. Er war außerdem Vorsitzender der islamistischen Partei al-Islah (Jemenitische Versammlung für Reform).

## Leben
Im Zuge der Proteste im Jemen 2011, forderte Sadiq al-Ahmar den jemenitischen Präsidenten Ali Abdullah Salih (der ebenfalls Angehöriger der Haschid ist), in seiner Funktion als Stammesführer, am 21. März 2011 zum Rücktritt auf. Am 23. Mai kam es nahe dem Haus von Sadiq al-Ahmar in al-Hasba, einem Stadtteil von Sanaa, zu heftigen Gefechten zwischen Angehörigen der Haschid und den Sicherheitskräften. Am 27. Mai vereinbarten beide Parteien eine am 29. Mai in Kraft tretende Waffenruhe, die aber in den Tagen darauf gebrochen wurde. Die folgenden Gefechte um die Residenz von al al-Ahmar, das Innenministerium, den Sitz der Militärpolizei, das Gebäude der Nachrichtenagentur Saba und entlang einer Hauptstraße Sanaas forderten mehrere Tote.